# Rhombodera butleri
Rhombodera butleri es una especie de mantis de la familia Mantidae.

## Distribución geográfica
Se encuentra en la India y Nepal.